# 산시 Y-8
산시 Y-8은 최대이륙중량 61톤의 중국산 중형 중거리 수송기이다. 러시아 An-12 비행기를 복제한 것이다. 중국이 가장 많이 사용하는 군용 민간용 수송기 중 하나이다. 수출도 많이 되었다. 현재 우크라이나는 An-12를 생산하지 않는데, 중국의 Y-8은 계속 생산할 계획이다. 2001년까지 약 75대가 제작되었다.
Y-8은 프로펠러 4개를 단 최대이륙중량 61톤의 수송기로서, 프로펠러 4개를 단 최대이륙중량 70톤의 수송기인 록히드 마틴의 C-130와 동일하다. 그러나 제트기로 치면, 보잉사의 여객기 중 최소형인 보잉 737과 동급을 의미한다. 보잉 737은 2개의 제트엔진을 장착한 최대이륙중량 50톤~85톤의 여객기이다.

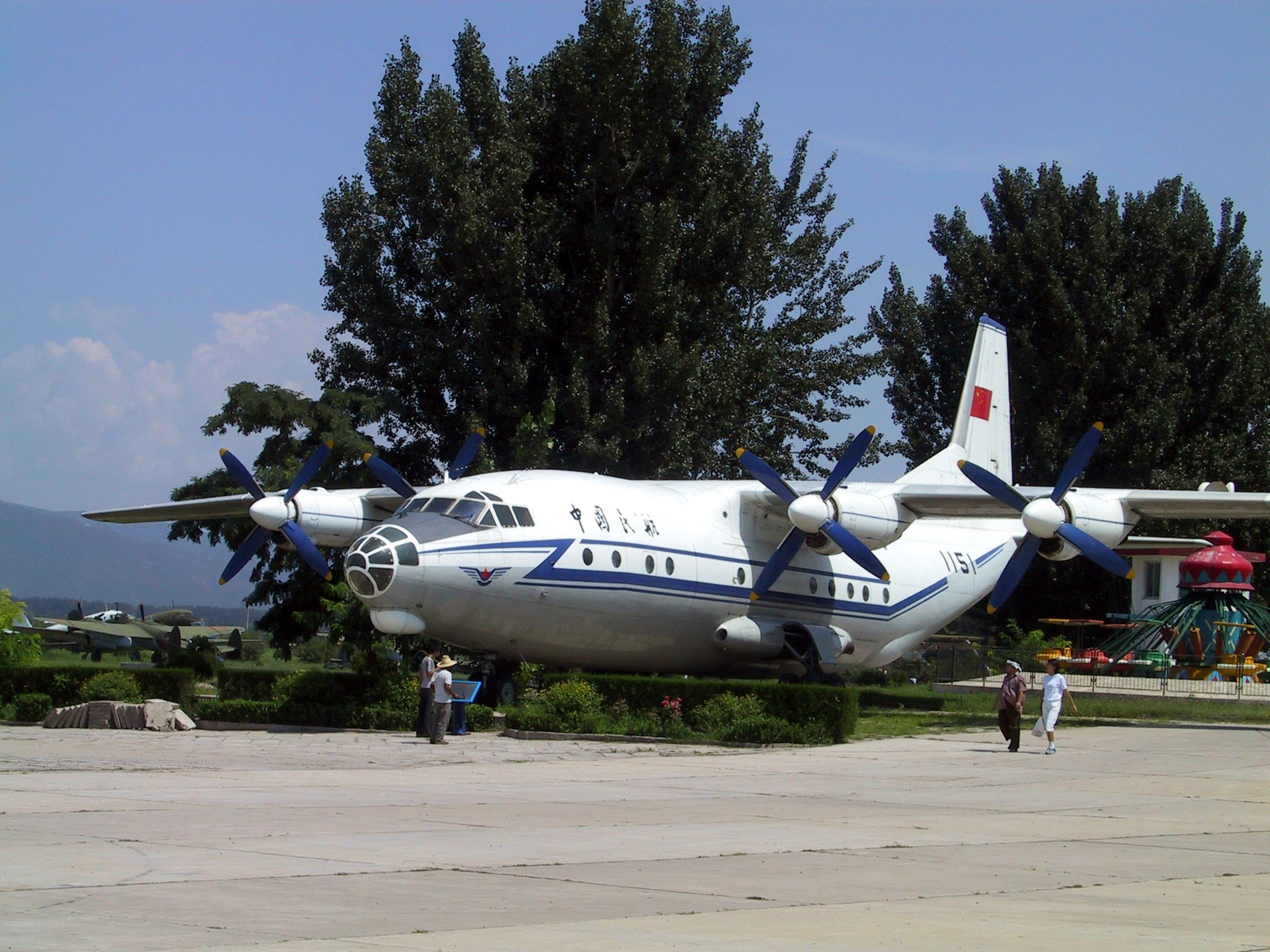
안토노프 An-12B(Y-8) 수송기

## 개발
1960년대에 중국은 자국 내에 라이선스 공장을 세우기로 하고서, 여러대의 An-12 수송기를 소련으로부터 구매했다. 그러나 중소 분쟁이 발생하여, 소련은 기술적 지원을 취소했다. 이에 중국은 국산 개발을 위해 An-12 비행기에 대한 역공학 작업을 하였다.
1972년 2월 설계가 완료되었다. 주된 외양상 특징으로는, Y-8 수송기는 H-6 폭격기와 동체가 닮았다. Y-8은 4개의 터보프롭 엔진을 장착했다.
1980년대 후반, C-130 수송기를 제작하는 미국의 록히드 마틴은 중국에 압력 객실 기술을 이전해 주었으며, 이로 인해 Y-8의 2가지 버전이 새로 개발되었다. 하나는 절반만 압력 객실을 사용했고, 하나는 동체 전체를 압력 객실로 만들었다. 압력 객실은 여객기에서 사용하는 것으로서, 고고도에서는 기내 압력이 크게 낮아지는데, 이를 지상의 압력과 같게 해주는 기술이다.
2001년과 2002년 사이에, 안토노프사와 샹시사는 Y-8의 동체와 날개를 새롭게 재설계하기로 했다. 이로 인해 연료 탑재량이 50% 증가하였다.

## KJ-200
2006년 6월 3일, 중국의 KJ-200 조기경보기가 추락했다. 40명의 탑승자 전원이 사망했다. 그러나 중국 당국이 정확한 기종을 밝히지 않고 단지 4개의 엔진을 가진 대형 군용기라고만 밝혀, 혹자는 KJ-2000 조기경보기가 추락했다고 보도하기도 했다.
최대이륙중량 70톤급인 KJ-200은 최대이륙중량 170톤급인 KJ-2000 조기경보기의 백업용이다. Y-8 수송기가 록히드 마틴의 C-130 수송기와 같으므로, C-130 수송기에 조기경보레이더를 장착한 격이다.
중국의 170톤급 KJ-2000 조기경보기가 러시아의 A-50 메인스테이와 일본의 E-767 조기경보기와 동급의 최대이륙중량을 가졌다면, 최대이륙중량 70톤급인 KJ-200은 77톤의 한국 E-737 조기경보기와 무게상으로 동급이다.
일본은 제트엔진을 사용하는 170톤급 E-767 조기경보기 4대를 주력으로 하고, 프로펠러를 사용하는 23톤급 E-2 호크아이 조기경보기 13대를 백업용으로 보유하고 있다. 중국은 제트엔진을 사용하는 170톤급 KJ-2000 조기경보기 5대를 주력으로 하고, 프로펠러를 사용하는 70톤급 KJ-200 조기경보기 다수를 백업용으로 보유하고 있다.

## 다른나라의 동격 수송기
- 일본 - C-1

## 사용국가
중화인민공화국
 미얀마
 파키스탄
 수단
 스리랑카

## 제원 (Y-8 수송기)
정보의 출처: Sinodefence.com
일반 특성
- 승무원: 5, or 3, or 2 (Y-8F600)
- 용량: ≈90 equipped troops
- 화물탑재량: 20,000 kg (44,000 lb) cargo
- 길이: 34.02m (111ft, 8in)
- 날개폭: 38.0m (124ft  8in)
- 높이: 11.6m (36ft  8in)
- 날개면적: 121.9m² (1311.7ft²)
- 공허중량: 35,490kg (77,237lb)
- 탑재중량: kg (lb)
- 유효탑재량: 20,000kg (44,090lb)
- 최대이륙중량: 61,000kg (134,480lb)
- 엔진: 4× Zhuzhou WoJiang-6 (WJ-6) turboprops, 3,170kW (4,250hp)  각각

성능
- 초과금지속도: km/h (knots,  mph)
- 최대속도: 660km/h (357 knots,  mph)
- 순항속도: 550km/h (knots,  mph)
- 실속속도: km/h (knots,  mph)
- 항속거리: 5,615km (3030nm,  mi)
- 상승한도: 10,400m (ft)
- 상승률: 10m/s (ft/min)
- 날개하중: kg/m² (lb/ft²)
- 출력대중량비: W/kg (hp/lb)

무장
Twin 23mm cannon tail turret (early models only)

## 같이 보기
관련 개발
- An-10
- An-12
- Y-9

유사 항공기
- 에어버스 A400M
- 록히드 C-130 허큘리스
- C-160

관련 목록
- 군용 수송기 목록